# Seznam slovenskih jadralcev
Seznam slovenskih jadralcev.

## A
- Bruno Antonaz
- Matjaž Antonaz
- Boštjan Antončič
- Matej Avbelj

## B
- Marino Bajec
- Vlado Barbarič
- Zoran Barbarič
- Valentina Baruca
- Primož Belčič
- Avgust Berthold
- Arianna Bogatec (Italija)
- Mirko Bogić (1916-2016)
- Jakob Božič
- Branko Brčin
- Rado Butja

## C
- Val Mario Colarich

## Č
- Aljoša Čampara
- Jasmin Čaušević
- Tina Čeligoj
- Primož Černe
- Teja Černe
- Tomaž Čopi

## D
- Sandi Dekleva
- Simon Dekleva
- Vesna Dekleva Paoli

## E
- Lina Eržen
- Val Eržen

## F
- Mario Fafangel
- Katja Filipič

## G
- Bojan Gale
- Jana Germani  (Italija)
- Davor Glavina
- Hinko Golias
- Marjan Golobič
- Marjan Gorec
- Matija Gorjan
- Andrej Gregorič
- Vojko Grželj
- Andraž Gulič

## H
- Karlo Hmeljak
- Arne Hodalič
- Milan Hodalič?
- Zvonko Hočevar
- Marko Hozjan
- Philipp Hribar (Avstrija)
- Janko Hrovatin?
- Pavel Hrvatin
- Siniša Hrvatin

## I
- Slađan Ilić

## J
- Japec Jakopin
- Urban Jan
- Goran Jeglič
- Jure Jerman
- Jakica Jesih

## K
- Domen Kansky
- Marko Kavs
- Katarina Kerševan
- Mario Klun
- Enej Kocjančič
- Matija Kocjančič?
- Peter Kočjaž
- Taš Kolman
- Evgen Komljanec
- Janko Kosmina
- Mitja Kosmina
- Niko Kosmina (It.)
- Lena Koter
- Janko Kovačič (jadralec)
- Uroš Kraševec & Maruša Močnik
- Iztok Krumpak
- Andrej Kuruzar

## L
- Simon Laganis
- Rok Leskovec
- Aleksander Lukež

## M
- Veronika Macarol
- Sašo Majerič
- Mitja Margon
- Klara Maučec
- France in Darja Mihelič
- Davorin Miklavec
- Pino (in Pia) Mlakar
- Janez Mrak
- Tina Mrak
- Jože Mušič (&Stane Saksida)

## N
- Mitja Nevečny

## O
- Vinko Oblak
- Alenka Orel
- Janja Orel
- Liam Orel

## P
- Eva Peternelj
- Edo Pirkmajer
- Kim Pletikos
- Klavdij Pletikos
- Nik Pletikos
- Dan Poljšak
- David Poljšak
- Lara Poljšak
- Samo Potokar
- Dušan Puh

## R
- Boštjan Rupnik & Peter Rupnik (jadralec)

## S
- Andrej Saje
- Igor Simčič
- Tine Slabe
- Goran Sosić
- Genadi Strah ?
- Gašper Strahovnik

## Š
- Jure Šterk
- Peter Štoka
- Ivan Štravs (jadralec)
- Katja Štravs
- Miloš Štros
- Miha Štukelj

## T
- Andrej Trefalt
- Miran Trontelj
- Jasna Tuta

## V
- Matej Valič
- Ivan Vakhrushev
- Alenka Valenčič
- Domen Vasič Stepančič
- Stojan Vidaković
- Lana Vidmar
- Gašper Vinčec
- Toni Vodišek
- Maks Vrščaj

## U
- Aleš Ulaga

## Z
- Janez Zabukovec (jadralec)
- Luka Zabukovec
- Sebastjan Zelko
- Žan Luka Zelko
- Mihael Zobec
- Miran Zobec

## Ž
- Jure Žbogar
- Slavko Žbogar
- Stanislav Žbogar
- Vasilij Žbogar